# Moralność pani Dulskiej
Moralność pani Dulskiej – dramat Gabrieli Zapolskiej. Prapremiera sztuki odbyła się w 1906 r. w Krakowie, a drukiem wydany został przez wydawnictwo Orgelbrandów w 1907 r.  Jedno z najważniejszych dzieł autorki. 
Pierwsza część cyklu „Moralność pani Dulskiej”, z kontynuacjami Pani Dulska przed sądem i Śmierć Felicjana Dulskiego. Sztuka grana także z podtytułem Tragifarsa kołtuńska .
Ten dramat został wybrany jako lektura w ramach „Narodowego Czytania” w 2021 roku.

## Bohaterowie utworu
- Aniela Dulska – tytułowa pani Dulska,
- Felicjan Dulski – mąż Dulskiej,
- Zbyszko – syn Dulskich romansujący z Hanką,
- Hesia i Mela – córki Anieli i Felicjana,
- Hanka – służąca w domu Dulskich,
- Juliasiewiczowa – radczyni, krewna Dulskiej,
- Tadrachowa – matka chrzestna Hanki.

## Geneza
Moralność pani Dulskiej powstała w ciągu kilkunastu dni na przełomie października i listopada 1906 roku. Premiera odbyła się w grudniu w Teatrze Miejskim w Krakowie.
Pomysł utworu podsunął Zapolskiej jej mąż. Przyjęto, że przy poszukiwaniu wzorców postaci Zapolska zasugerowała się sugestią swojego redakcyjnego kolegi, Leopolda Szenderowicza, który podsunął pisarce postać swojej kamieniczniczki Gołąbowej i jej rodziny.
Pierwowzorem Anieli Dulskiej jest znana z kołtuństwa lwowska mieszczka, niejaka pani Gołąbowa. Nazwisko bohaterki łączy się również ze lwowianką – niejaką Czesławą Dulską, która w odpowiedzi na ankietę ogłoszoną w 1905 roku przez popularny lwowski dziennik „Wiek Nowy” opisała swój system gospodarowania w domu, oparty na egoizmie, skąpstwie i wyzysku służącej.
Wątek najstarszego syna Dulskich, Zbyszka, ma swoje źródło w romansie syna krewnych, pp. Pertaków, stanisławowskich znajomych męża pisarki. Młodzieniec ów romansował – za przyzwoleniem matki i całej rodziny – ze służącą.

## Czas i miejsce akcji
Akcja utworu rozgrywa się na początku XX wieku, w zależności od adaptacji teatralnej lub kinowej we Lwowie, w Krakowie, w Warszawie albo w Lublinie w salonie państwa Dulskich. Autorka w didaskaliach informuje o umeblowaniu wnętrza: „Dywany, meble solidne… Rogi obfitości, sztuczne palmy, landszaft haftowany za szkłem… Stara piękna serwantka mahoniowa i empirowy ekranik. Lampa z abażurem z bibuły, stoliki, a na nich fotografie”. Sztuka bywa także wydawana i wystawiana na scenie z realiami krakowskimi .

## Problematyka dzieła
Sztuka Zapolskiej jest tragifarsą, czyli połączeniem elementów komedii z elementami tragedii. Główna bohaterka – Aniela Dulska – jest postacią obłudną, dwulicową, fałszywą, chciwą, nie potrafi okazać życzliwości, gardzi ludźmi biednymi, słabymi i wrażliwymi. Wszystko, co robi, robi na pokaz. Jej postawa, nazywana dulszczyzną, prezentuje pozorną moralność — życie w zakłamaniu i obłudzie. Przymyka oko na romans jej syna z Hanką, aby tylko ten nie włóczył się nocami po lokalach. W rzeczywistości Dulska nie wyobraża sobie małżeństwa Zbyszka z Hanką, uważałaby to za hańbę dla jej rodziny i splamienie jej honoru. Problem pojawia się, gdy Hanka zachodzi w ciążę.

## Miejsca akcji: Lwów, Kraków, Warszawa albo Lublin
W obiegu wydawniczym znajdują się dwie wersje dramatu — w jednej akcja ma miejsce we Lwowie, a w drugiej w Krakowie (dotyczy to odniesień do rozmaitych miejsc — np. w wersji „lwowskiej” Felicjan Dulski odbywa „spacer” na Wysoki Zamek, a przy ulicy Teatyńskiej musi przyspieszyć, bo „tunel rozbijają”, podczas kiedy w „krakowskiej” celem „spaceru” jest Kopiec Kościuszki, a przyspieszyć musi koło Parku Jordana, bo „zaczepiają”). 
Autorka umieściła akcję we Lwowie, ale przed przedstawieniem w Krakowie (na prośbę ówczesnego dyrektora Teatru Miejskiego w Krakowie — Ludwika Solskiego) dokonała adaptacji scenicznej utworu umieszczając akcję w Krakowie.
Dramat został wydany drukiem przez wydawnictwo Orgelbrandów w 1907 roku i była to wyłącznie wersja „lwowska”. Natomiast wersja „krakowska” krążyła wyłącznie w formie odpisów w teatrach w Krakowie.
W 1921 r. sztuka została wydana przez wydawnictwo Lektor. Wydawca ten słynął z tego, że publikował dość niechlujnie (liczne błędy językowe), a przede wszystkim nie respektował praw autorskich (nie uzyskał na wydanie zgody ani autorki ani Orgelbrandów). Wydanie to oparte zostało na jednym z odpisów wykonanych dla potrzeb krakowskiego teatru (z uwagi na to, że użyto odpisu prawdopodobnie przeznaczonego dla suflera, wydanie to odznaczało się pominięciem większości didaskaliów), więc akcja umieszczona została w Krakowie. Śmierć autorki przeszkodziła jej w podjęciu kroków prawnych.
W okresie międzywojennym znalazły się zatem w obiegu wydawniczym obie wersje. W okresie PRL-u aż do 1988 r. z racji uwarunkowań politycznych wydawana była wyłącznie wersja „krakowska”  (o „lwowskiej” co najwyżej wspominano) — wszystkie ekranizacje z tego okresu akcję mają umieszczoną w Krakowie.
W 1988 roku wydany został tekst pochodzący z Orgelbranda z akcją we Lwowie. Obecnie wydaje się obie wersje, zależnie od pochodzenia źródła.
W ekranizacji z 1930 roku wydarzenia rozgrywają się w Warszawie w okresie zaboru rosyjskiego.
W adaptacji z 2015 roku ukazującej wspomnienia i kontynuację wątków dramatu miejscem zamieszkania Dulskich jest Lublin.

## Ekranizacje i adaptacje
Sztuka Gabrieli Zapolskiej była wystawiana nie tylko na scenach teatrów, ale też adaptowana na potrzeby filmowe. W 1930 roku na jej podstawie powstał pierwszy film pod tytułem Moralność pani Dulskiej w reżyserii Bolesława Newolina. Był to pierwszy w Polsce film dźwiękowy. 
Sztuka była pięciokrotnie adaptowana na potrzeby Teatru Telewizji w latach 1968, 1970, 1992, 2006 i 2013. 
W 1958 roku powstał czeski film Morálka paní Dulské w reżyserii Jiřího Krejčíka. 
W roku 1975 powstał film pod tytułem Dulscy w reżyserii Jana Rybkowskiego, wykorzystujący wątki z tej sztuki. 
Wątki z Moralności pani Dulskiej wykorzystano też w serialu Z biegiem lat, z biegiem dni... Andrzeja Wajdy (odcinek 7, „Kraków 1907”).
2 października 2015 odbyła się premiera filmu (komedii nieobyczajowej) Panie Dulskie w reżyserii Filipa Bajona z Krystyną Jandą, Katarzyną Figurą i Mają Ostaszewską w rolach głównych. Jest to kontynuacja wątków dramatu, dziejąca się w latach 1954 i 1994.